# Українські найкращі бомбардири чемпіонатів СРСР з футболу
У статті наведені досягнення українських бомбардирів у чемпіонатах СРСР з футболу.

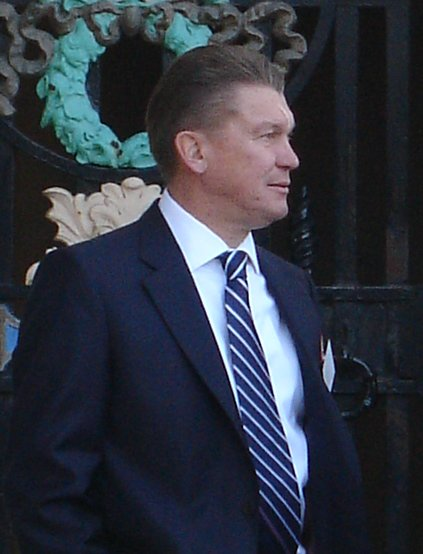
Олег Блохін

- Олег Блохін п'ять разів ставав найкращим снайпером чемпіонату (чотири рази поспіль). Його досягнення так і не вдалося побити нікому з футболістів того часу. За цим показником до форварда зміг наблизитися лише Олег Протасов, який ставав тричі найкращим бомбардиром чемпіонату. У 1975 році за опитуванням провідних європейських журналістів за яскраву, стабільну і результативну гру його було визнано найкращим футболістом Європи і він став першим з трьох українських нападників володарем «Золотого м'яча» французького футбольного часопису «France Football».

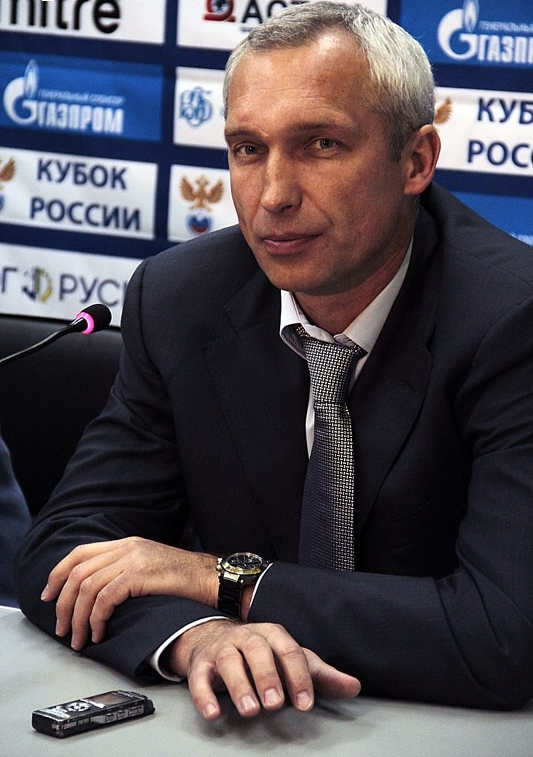
Олег Протасов

- Олег Протасов, забивши 35 м'ячів у 1985 році, встановив рекорд результативності у чемпіонатах серед клубів вищої ліги колишнього Радянського Союзу, побивши попереднє досягнення спартаківця Микити Симоняна — 34 голи, що трималося з далекого 1950 року. Протасов зміг навіть втрутитися в боротьбу за титул найкращого європейського бомбардира, але не дотягнув, поступившись португальцю Фернанду Гомішу з «Порту», у якого в підсумку набралося на 4 влучних попадання більше, і отримав в нагороду «Срібний бутс» від футбольного видання «France Football». Цей бомбардирський приз, є і донині єдиним, отриманим нашим співвітчизником серед всіх футболістів на пострадянському просторі.
- Янош Габовда, нападник львівських «Карпат», став першим найкращим бомбардиром першої ліги у рік її створення. Він відзначився у 1970 році, поціливши 24 влучними пострілами у ворота суперників та за два роки до змін у турнірі, тобто 1968 року забивши також 24 голи.

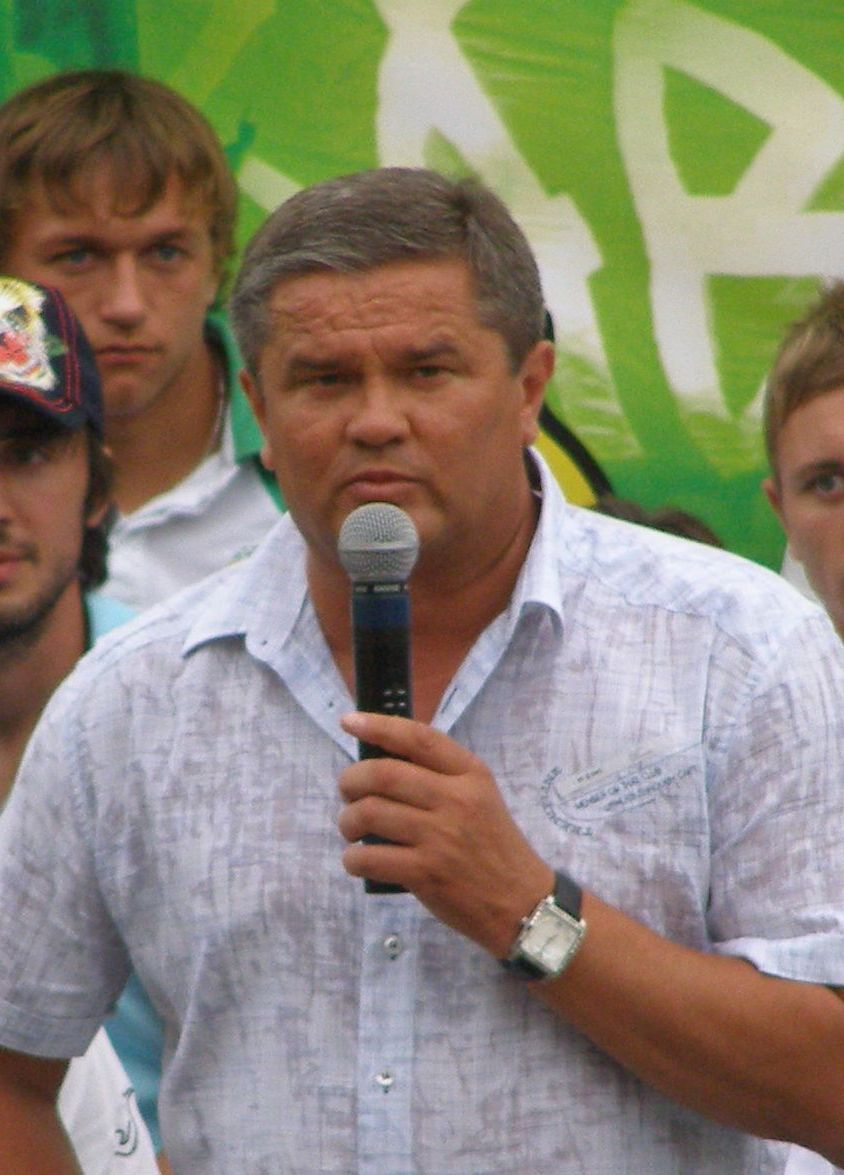
Степан Юрчишин

- Степан Юрчишин, ще один форвард львівських «Карпат», встановив рекорд першої ліги (42 голи) у 1979 році. Другий історичний показник результативності в одесита Анатолія Шепеля, який забив у 1973 році — 38 м'ячів. І лише у 1990 році, результат одесита зміг повторити пахтакорівець Ігор Шквирін.
- Олександр Погорєлов, форвард нікопольського «Колоса», 20 червня 1980 року в календарному матчі команд першої ліги проти орджонікідзевського «Спартака» (6:1), забив усі шість м'ячів у ворота осетинів. Це досягнення скорострільності в одному матчі так і залишилось неперевершеним у чемпіонатах СРСР.
- Віктор Насташевський, київський армієць, забивши у 1983 році 41 рекордний м'яч, переміг всіх снайперів другої ліги, в яких виступали команди різних республік.
- Андрій Зазроев (Зазрошвілі) — вихованець грузинського футболу, але лаври футбольної «зірки» отримав у київському «Динамо», в якому був капітаном команди. За високий рівень майстерності та особисті морально-вольові якості у 1955 році він отримав спортивне звання «Заслужений майстер спорту СРСР».

- Сергій Андрєєв — вихованець луганського футболу. Перші свої м'ячі забивав, виступаючи за луганську «Зорю». Двічі в її складі ставав фіналістом Кубка Радянського Союзу — 1974, 1975 р.р. Вже пізніше, після розпаду Радянського Союзу, він став проживати в Російській Федерації, в сусідньому з Луганськом Ростові-на-Дону, що за півтораста кілометрів від його Батьківщини. Його голеадорські показники унікальні тим, що він ставав найкращим бомбардиром у двох лігах, вищій та першій.

| №.  | Футболіст                   | Команда         | Рік  | Ліга  | Голів |
| --- | --------------------------- | --------------- | ---- | ----- | ----- |
| 1.  | Макар Гончаренко            | «Динамо» (К)    | 1938 | вища  | 20    |
| 2.  | Олександр Пономарьов        | «Торпедо» М     | 1946 | вища  | 18    |
| 3.  | Андрій Зазроєв (Зазрошвілі) | «Динамо» (К)    | 1952 | вища  | 11    |
| 4.  | Янош Габовда                | «Карпати»       | 1968 | перша | 24    |
| 5.  | Янош Габовда                | «Карпати»       | 1970 | перша | 24    |
| 6.  | Олег Блохін                 | «Динамо» (К)    | 1972 | вища  | 14    |
| 7.  | Олег Блохін                 | «Динамо» (К)    | 1973 | вища  | 18    |
| 8.  | Анатолій Шепель             | «Чорноморець»   | 1973 | перша | 38    |
| 9.  | Олег Блохін                 | «Динамо» (К)    | 1974 | вища  | 20    |
| 10. | Олег Блохін                 | «Динамо» (К)    | 1975 | вища  | 18    |
| 11. | Олег Блохін                 | «Динамо» (К)    | 1977 | вища  | 17    |
| 12. | Сергій Андрєєв              | СКА (Р-н-Д)     | 1978 | перша | 20    |
| 13. | Віталій Старухін            | «Шахтар»        | 1979 | вища  | 26    |
| 14. | Степан Юрчишин              | «Карпати»       | 1979 | перша | 42    |
| 15. | Сергій Андрєєв              | СКА (Р-н-Д)     | 1980 | вища  | 20    |
| 16. | Володимир Науменко          | «Таврія»        | 1980 | перша | 33    |
| 17. | Равіль Шарипов              | «Металург» (Зп) | 1981 | перша | 26    |
| 18. | Георгій Колядюк             | «Колос» (Нк)    | 1982 | перша | 26    |
| 19. | Юрій Бондаренко             | «Таврія»        | 1983 | перша | 25    |
| 20. | Віктор Насташевський        | СКА (К)         | 1983 | друга | 41    |
| 21. | Сергій Андрєєв              | СКА (Р-н-Д)     | 1984 | вища  | 19    |
| 22. | Олег Протасов               | «Дніпро»        | 1985 | вища  | 35    |
| 23. | Олег Протасов               | «Дніпро»        | 1987 | вища  | 18    |
| 24. | Євген Шахов                 | «Дніпро»        | 1988 | вища  | 18    |
| 25. | Олег Протасов               | «Динамо» (К)    | 1990 | вища  | 12    |
| 26. | Сергій Гусєв                | «Тилігул»       | 1991 | перша | 25    |